# Brakna
Brakna is een van de twaalf regio's van Mauritanië. De regio heeft een oppervlakte van een kleine 34.000 vierkante kilometer en had in 2005 ruim 270.000 inwoners. De hoofdstad van de regio is Aleg.

## Grenzen
De regio Brakna ligt in het zuidwesten van Mauritanië en grenst daar aan een buurland:
- De regio Saint-Louis van Senegal in het zuidwesten.

En aan vier andere regio's:
- Trarza in het noordwesten.
- Tagant in het noordoosten.
- Assaba in het noorden van het zuidoosten.
- Gorgol in het zuiden van het zuidoosten.

## Districten
De regio is onderverdeeld in vijf departementen:
- Aleg
- Bababé
- Boghé
- Magta-Lahjar
- M'Bagne

Adrar · Assaba · Brakna · Dakhlet Nouadhibou · Gorgol · Guidimakha · Hodh Ech Chargui · Inchiri · Nouakchott · Tagant · Tiris Zemmour · Trarza · Nouakchott (district)